# Червона Діброва (Сумський район)
Черво́на Дібро́ва —  село в Україні, у Бездрицькій сільській громаді Сумського району Сумської області. Населення становить 36 осіб. Колишній орган місцевого самоврядування — Токарівська сільська рада.

## Географія
Село Червона Діброва знаходиться на лівому березі річки Бездрик, вище за течією на відстані 0,5 км розташоване село Зацарне, нижче за течією на відстані 2,5 км розташоване село Бездрик. Село оточене великим лісовим масивом (дуб).

## Історія
12 червня 2020 року, відповідно до Розпорядження Кабінету Міністрів України № 723-р «Про визначення адміністративних центрів та затвердження територій територіальних громад Сумської області» увійшло до складу Бездрицької сільської громади.
19 липня 2020 року, в результаті адміністративно-територіальної реформи та ліквідації Сумського району(1923—2020), увійшло до складу новоутвореного Сумського району.